# Yanping, Chongqing
Yanping (kinesiska: 堰坪) är en köping i sydvästra Kina. Den ligger i Yunyang härad i storstadsområdet Chongqing, omkring 280 kilometer nordost om det centrala stadsdistriktet Yuzhong. Antalet invånare är 9770. Befolkningen består av 4 689 kvinnor och 5 081 män. Barn under 15 år utgör 24,0 %, vuxna 15-64 år 65 %, och äldre över 65 år 10,0 %.